# William Bruges

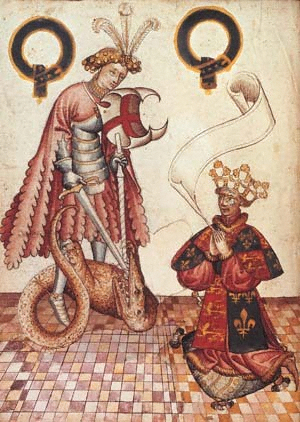
Un manuscrito ilustrado de cerca de 1430 mostrando a William Bruges arrodillado delante de San Jorge.

William Bruges (1375 - 9 de marzo de 1450) fue un heraldista inglés, primer rey de armas de la Orden de la Jarretera, la más alta institución heráldica en Inglaterra. 

## Orígenes
William Bruges fue el hijo de Richard Bruges, rey de armas de Lancaster. Durante su juventud, Bruges fue nombrado Chester Herald, oficial de armas en el colegio de armas de Londres el 7 de junio de 1398. Fue el último adjunto de la familia de Enrique de Monmouth, entonces Príncipe de Gales, Conde de Chester, y Duque de Aquitania.
Se cree que Bruges fue promocionado a rey de armas de Guyena, en Francia, después de la ascensión de Enrique V y a donde fue enviado en calidad de oficial de armas a principios de 1414. En febrero de 1416, como rey de armas aquitano, Bruges fue asignado a la corte del emperador electo, Segismundo. En aquel momento, los títulos de Aquitania y Guyena eran intercambiables. [cita requerida]

## Rey de armas de la Jarreta
La posición de Rey de armas de la Orden de la Jarretera, normalmente conocida como Rey de armas de la Jarreta, fue creado hacia el 1415 y Bruges fue nombrado para ocupar el cargo. En el testamento de su padre, datado de julio de 1415, se refiere a William Bruges como Rey de armas de Guyena y la Jarreta. Después de esto, la siguiente mención de Bruges en el puesto es del 13 de septiembre de 1417. Fue la primera vez que un rey de armas fue específicamente nombrado para el servicio de la Orden de códigos de caballería. En virtud de esta oficina, Bruges tenía autoridad permanente sobre los reyes de armas provinciales.
El nombramiento de Bruges como el primer Rey de armas de la Jarreta coincidió con una serie de movimientos para regular los temas relacionados con la heráldica. En junio de 1417 el rey restringió la vestimenta no autorizada del blasón. En septiembre el duque de Clarence creó una normativa en los temas de preferencia entre los heraldos y los serjeants-at-arms. En enero de 1421 los heraldos ingleses tuvieron su primer capítulo y dirigieron un sello común para la oficina que habían creado. Se crearon resoluciones para gobernar la oficina de armas así como a sus miembros, con capítulos convocados por la Jarreta. En el mismo año, como parte del restablecimiento de Enrique V de la Orden de la Jarreta, algunas estatuas de la orden fueron revisadas y al mismo tiempo, muchas chapas heráldicas de antiguos compañeros se establecieron en la capilla de San Jorge, en el Castillo de Windsor. Bruges fue también responsable de la producción de su Garter book sobre 1430, el cual es el primer armorial conocido de la orden.
En 1421 Bruges tomo parte en la coronación de la reina Catalina, y el siguiente año ofició el funeral de Enrique V. Bajo las órdenes de Enrique VI era extraño el año en el que no era enviado al menos en una misión, a veces estando en el extranjero durante algunos meses. Normalmente trataba asuntos con Francia, aunque también visitó Normandía y Britania, Flandes, Hainault y Holanda, Escocia, España, Portugal, y Italia.
Bruges falleció el 9 de marzo de 1450 en su considerable finca en Kentish Town. Fue enterrado en la iglesia de San Jorge de Stamford. Anteriormente se casó en 1415 con Agnes Haddon, con la cual tubo tres hijas, una de las cuales, Katherine, se casó con John Smert, sucesor de Bruges como Jarreta.